# Palimpseste (planétologie)
Pour les articles homonymes, voir palimpseste (homonymie).

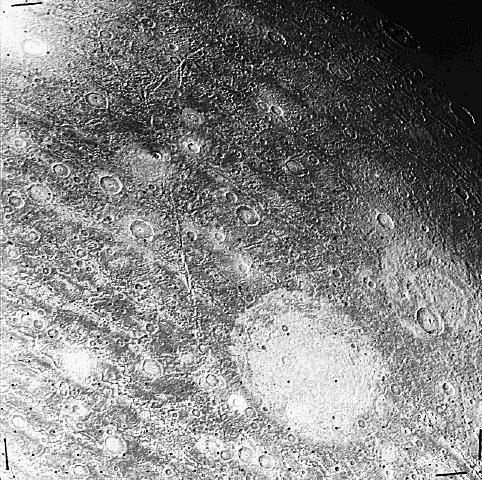
Image du cratère Memphis Facula (plaque blanche en bas à droite) sur la lune Ganymède prise par Voyager 2

En planétologie, un palimpseste ou cratère fantôme est une structure circulaire sur la surface d'une planète ou d'un objet mineur, que l'on pense être la trace d'un ancien cratère recouvert par l'activité volcanique ou glaciaire.
Des palimpsestes ont été identifiés sur Mercure, la Terre, la Lune, Mars, Ganymède, Callisto et peut-être même Titan. Sur Mars, ces caractéristiques sont morphologiquement décrites comme des cratères « à fond plat, sans rebord, extrêmement peu profonds, sans pics centraux, et représenteraient probablement ce qui reste après l'érosion ».
Sur une lune glacée du système solaire externe, un palimpseste est un cratère dont le relief a disparu en raison du fluage de la surface glacée ("relaxation visqueuse") ou des épanchements cryovolcaniques ultérieurs, laissant une caractéristique d'albédo circulaire, peut-être avec un "fantôme" de une jante. Les surfaces glacées de satellites naturels comme Callisto et Ganymède gardent des indices de leur histoire dans ces anneaux. L'exemple typique de Memphis Facula sur Ganymède, est un palimpseste de 340 km de large.
Les palimpsestes de Mercure sont formés par des forces d'extension et de contraction de la tectonique ce qui est un phénomène unique du système solaire.

## Liens connexes
- Palimpseste en géologie
- Cratères fantômes sur Mercure
- Cratère d'impact